# Doom (フランチャイズ)
『Doom』（ドゥーム）は、ジョン・カーマック、ジョン・ロメロ、エイドリアン・カーマック、ケヴィン・クラウド、トム・ホールが制作したコンピューターゲームシリーズとメディアフランチャイズ。このシリーズでは、ユニオン・エアロスペース・コーポレーション（Union Aerospace Corporation、UAC）後援の下で活動するスペースマリーン（宇宙海兵隊）が、デーモンとアンデッドの大群と戦う様に焦点を当てている。 
Doomはファーストパーソン・シューティングゲームの草分け的存在の1つと考えられており、 IBM互換のコンピューターに3Dグラフィックス、3次元空間、ネットワーク化されたマルチプレイヤーゲームプレイ、およびDoom WAD形式でのプレイヤー製Modのサポートなどの機能を導入している。1993年のデビュー以来、Doomシリーズのゲームは1000万本以上販売されている。このシリーズは、数多くの続編、小説、コミック・ブック、ボードゲーム、映画の翻案を生み出している。

## ゲーム
本シリーズは、「ドゥームガイ」のあだ名で呼ばれるスペースマリーンとデーモンやアンデッドで構成される地獄の勢力との戦いを描いたファーストパーソンシューティングゲームである。
第二作『Doom II: Hell on Earth』は、第一作『Doom』の後の世界を描いており、地獄から戻ったスペースマリーンが、地球を侵略して何十億もの人間を殺したデーモンたちと戦う内容となっている。 

### メインシリーズ
| タイトル                                                                       | 詳細 |
| ------------------------------------------------------------------------------ | --- |
| Doom 発売日: - 1993年12月10日 - 1993年                                         | システム別発売日: 1993 – MS-DOS 1994 – Sega 32X, Atari Jaguar 1995 – Super Nintendo Entertainment System, PlayStation 1996 – 3DO 1997 – セガサターン 1998 – Acorn Archimedes 2001 – ゲームボーイアドバンス 2006 – Xbox 360 (当初はアクティビジョンが発売) 2009 – iOS 2012 – Xbox 360 (ベセスダによる再発売) 2019 – Nintendo Switch、PlayStation 4、Xbox One、Android                                                                                   |
| Doom 発売日: - 1993年12月10日 - 1993年                                         | 補足: - 当初はid Softwareが開発し、GT Interactive Softwareが発売した。 - 1995年4月30日、オリジナルの3つのエピソードに加えて新たな4番目のエピソード「Thy Flesh Consumed」を収録したアップデート版「The Ultimate Doom」が発売された。 - 2019年5月22日、ジョン・ロメロはゲームの25周年を記念して非公式の5番目のエピソード「Sigil」を公開した。 |
| Doom II: Hell on Earth 発売日: - WW 1994年10月10日                             | システム別発売日: 1994 – MS-DOS 1995 – Classic Mac OS、PlayStation 1997 – セガサターン 2002 – ゲームボーイアドバンス 2010 – Xbox 360 (最初はアクティビジョンが発売) 2012 – Xbox 360 (ベセスダによる再発売) 2019 – Nintendo Switch、PlayStation 4、Xbox One、iOS、Android |
| Doom II: Hell on Earth 発売日: - WW 1994年10月10日                             | 補足: - 当初はid Softwareが開発しGT Interactive Softwareが発売した。 - 1995年のPlayStation版と1997年のセガサターン版は前作とのカプリングで本作が収録して発売された。 - 1995年12月26日、追加の21ステージを収録した拡張パック『Master Levels for Doom II』が発売された。 - 2010年5月26日、Nerve Softwareが開発した拡張パック『Doom II: No Rest for the Living』がXbox 360向けに発売された。                                                              |
| Final Doom 発売日: - 1996年6月17日 - 1996年                                    | システム別発売日: 1996 – MS-DOS, PlayStation, Classic Mac OS |
| Final Doom 発売日: - 1996年6月17日 - 1996年                                    | 補足: - TeamTNTが開発し当初はid Softwareが発売した - 『Final Doom』は『Doom Ⅱ』の二つのMod、「TNT: Evilution」と「The Plutonia Experiment」のコンピレーション作品であり、Doom Ⅱの大半とDoomの一部リソースに加えて、新ステージのセット（どちらもDoom Ⅱと同じステージ構造を用いており、30の通常ステージと2つのシークレットステージがある）、新たなグラフィックとテクスチャ、新たな音楽（TNT: Evilutionのみ）そして新たな幕間のテキスト画面を特徴とする。 |
| Doom 64 発売日: - 1997年3月31日 - PAL 1997年12月2日                            | システム別発売日: 1997 – Nintendo 64 2020 – Microsoft Windows、Nintendo Switch、PlayStation 4、Xbox One (ベセスダによる再発売) |
| Doom 64 発売日: - 1997年3月31日 - PAL 1997年12月2日                            | 補足: - 当初はミッドウェイゲームズが開発・販売を行っていた |
| Doom 3 発売日: - 2004年8月3日 - 2004年8月13日                                  | システム別発売日: 2004 – Microsoft Windows、Linux 2005 – OS X、Xbox |
| Doom 3 発売日: - 2004年8月3日 - 2004年8月13日                                  | 補足: - 最初はid Softwareが開発しアクティビジョンが発売 - Xbox版は「The Ultimate Doom」と『Doom Ⅱ』の完全版とが含まれているが、限定のコレクターズエディションでのみ入手可能 |
| Doom 3: Resurrection of Evil 発売日: - 2005年4月3日 - 2005年4月8日             | システム別発売日: 2005 – Microsoft Windows、Linux、Xbox |
| Doom 3: Resurrection of Evil 発売日: - 2005年4月3日 - 2005年4月8日             | 補足: - Nerve Softwareが開発し、アクティビジョンが発売した。 - Microsoft Windows版はプレイするために『Doom 3』が必要な拡張パックとして発売。 - Xbox版は『Doom 3』は必要なく、また『The Ultimate Doom』『Doom Ⅱ』『Master Levels for Doom II』の完全版も収録している。 |
| Doom 3: BFG Edition 発売日: - 2012年10月16日 - 2012年10月19日 - 2012年10月18日 | システム別発売日: 2012 – Microsoft Windows、PlayStation 3、Xbox 360 2015 – Nvidia Shield 2019 – Nintendo Switch、PlayStation 4、Xbox One |
| Doom 3: BFG Edition 発売日: - 2012年10月16日 - 2012年10月19日 - 2012年10月18日 | 補足: - id Softwareが開発し、ベセスダ・ソフトワークスが発売。 - Doom 3のHDリマスターとDoom3の拡張パック『Resurrection of Evil』。本作には新たな拡張パック「The Lost Mission」も収録されている。 - 本作はまた、『The Ultimate Doom』と『Doom Ⅱ』の完全版及びNerve Softwareが開発した拡張パック「No Rest for the Living」も収録されている。 |
| Doom 発売日: - WW 2016年5月13日                                                | システム別発売日: 2016 – Microsoft Windows、PlayStation 4、Xbox One 2017 – Nintendo Switch |
| Doom 発売日: - WW 2016年5月13日                                                | 補足: - id Softwareが開発し、ベセスダ・ソフトワークスが発売 - マルチプレイヤーはCertain Affinityとの共同開発 - SnapMapはEscalation Studiosとの共同開発 |
| Doom Eternal 発売日: - WW 2020年3月20日                                        | システム別発売日: 2020 – Microsoft Windows、PlayStation 4、Xbox One、Nintendo Switch、Stadia |
| Doom Eternal 発売日: - WW 2020年3月20日                                        | 補足: - id Softwareが開発しベセスダ・ソフトワークスが発売 - 2016年のリブートの続編 |

### スピンオフ
| タイトル                                     | 詳細 |
| -------------------------------------------- | --- |
| Doom RPG 発売日: - WW 2005年9月13日          | システム別発売日: 2005 – モバイル |
| Doom RPG 発売日: - WW 2005年9月13日          | 補足: - Fountainhead Entertainmentが開発し、JAMDAT Mobileが配信                                                                        |
| Doom Resurrection 発売日: - WW 2009年6月26日 | システム別発売日: 2009 – iOS |
| Doom Resurrection 発売日: - WW 2009年6月26日 | 補足: - Escalation Studiosが開発し、id Softwareが発売。                                                                                |
| Doom II RPG 発売日: - WW 2009年11月23日      | システム別発売日: 2009 – Java ME、BlackBerry OS 2010 – Windows Mobile、iOS                                                             |
| Doom II RPG 発売日: - WW 2009年11月23日      | 補足: - id Softwareが開発・発売 |
| Doom VFR 発売日: - WW 2017年12月1日          | システム別発売日: 2017 – Windows Mixed Reality、HTC Vive、PS VR                                                                        |
| Doom VFR 発売日: - WW 2017年12月1日          | 補足: - id Softwareが開発し、ベセスダ・ソフトワークスが発売 - 2016年のリブート作『Doom』の出来事中が舞台のバーチャルリアリティーゲーム |

## 開発と歴史
| 1993 | Doom                                         |
| 1994 | Doom II: Hell on Earth                       |
| 1995 | Master Levels for Doom II, The Ultimate Doom |
| 1996 | Final Doom                                   |
| 1997 | Doom 64                                      |
| 1998 |                                              |
| 1999 |                                              |
| 2000 |                                              |
| 2001 |                                              |
| 2002 |                                              |
| 2003 |                                              |
| 2004 | Doom 3                                       |
| 2005 | Doom 3: Resurrection of Evil, Doom RPG       |
| 2006 |                                              |
| 2007 |                                              |
| 2008 |                                              |
| 2009 | Doom Resurrection, Doom II RPG               |
| 2010 | Doom II: No Rest for the Living              |
| 2011 |                                              |
| 2012 | Doom 3: BFG Edition                          |
| 2013 |                                              |
| 2014 |                                              |
| 2015 |                                              |
| 2016 | Doom                                         |
| 2017 | Doom VFR                                     |
| 2018 |                                              |
| 2019 |                                              |
| 2020 | Doom Eternal                                 |

第一作『Doom』の開発は1992年に始まり、同年ジョン・カーマックが新しいゲームエンジン「Doomエンジン」を開発した一方で、id Softwareチームの残りのメンバーは『Wolfenstein 3D』の前日譚『Spear of Destiny』を完成させた。 
1994年には第二作『Doom II：Hell on Earth』が発売されており、後に同作で用いられたバージョンのDOOMエンジンに基づく2つの公式作品、『Master Levels for Doom II』（1995年）と『Final Doom』（1996年）が発売された。 
1997年発売の『Doom 64』は、id Software監修の下、ミッドウェイゲームズが開発した。 
ナンバリングタイトル第三作に当たる『Doom 3』は2000年に発表され、2004年に発売された。同作は第一作のリブート作であり、新しいグラフィック技術が用いられている。『Doom 3』は、オリジナルのゲームと同じくらいリアリズムと双方向性における大きな飛躍を実現すると大々的に宣伝され、新たなファンを獲得した。2005年には、『Doom』3用の拡張パック『Doom 3：Resurrection of Evil』が発売された。 
「Doom 4」のプロジェクトの開発が2013年に取りやめになった後、id Softwareのティム・ウィリッツは、シリーズの次のゲームは引き続きチームの焦点であると述べたが、「Doom 4」というタイトルであるとの確認はされなかった。その後、2014年に『Doom』に名前が変更され、過去作の続編や前日譚ではないシリーズ2回目のリブート作として2016年に発売された。 
そして、2016年のリブートの続編である『Doom Eternal』が2020年に発売された。

## その他のメディア

### 小説
Doomを原作とする小説4作『Knee Deep in the Dead』『Hell on Earth』『Infernal Sky』『Endgame』はダフィッド・アブ ・ヒューとブラッド・リナウィーバーが執筆し、4作全てが1995年6月から1996年1月の間にPocket Booksによって出版された。名無しのマリーンは、小説では「フリン・タッガート」または「フライ」と呼ばれている。最初の2冊の本は、最初の2作のゲームで見覚えがあるロケーションと状況を特徴としている。 
2008年には、Doom 3とResurrection of Evilのストーリーと脚本を手掛けた作家のマシュー・J・コステロによる新シリーズのDoom小説が出版された。この小説シリーズは、Doom 3のストーリーを小説化することを目的としており、1作目の『Worlds on Fire』が2008年2月26日に発売された。シリーズの第2作目『Maelstrom』は2009年3月に発売された。

### コミック・ブック
スティーブ・ベーリングとマイケル・スチュワートがトム・グリンドバーグの絵とともに書いた読み切りのコミック・ブックは、コンピューターゲーム大会の景品として1996年5月にマーベル・コミックスから発売された。 

### ボードゲーム

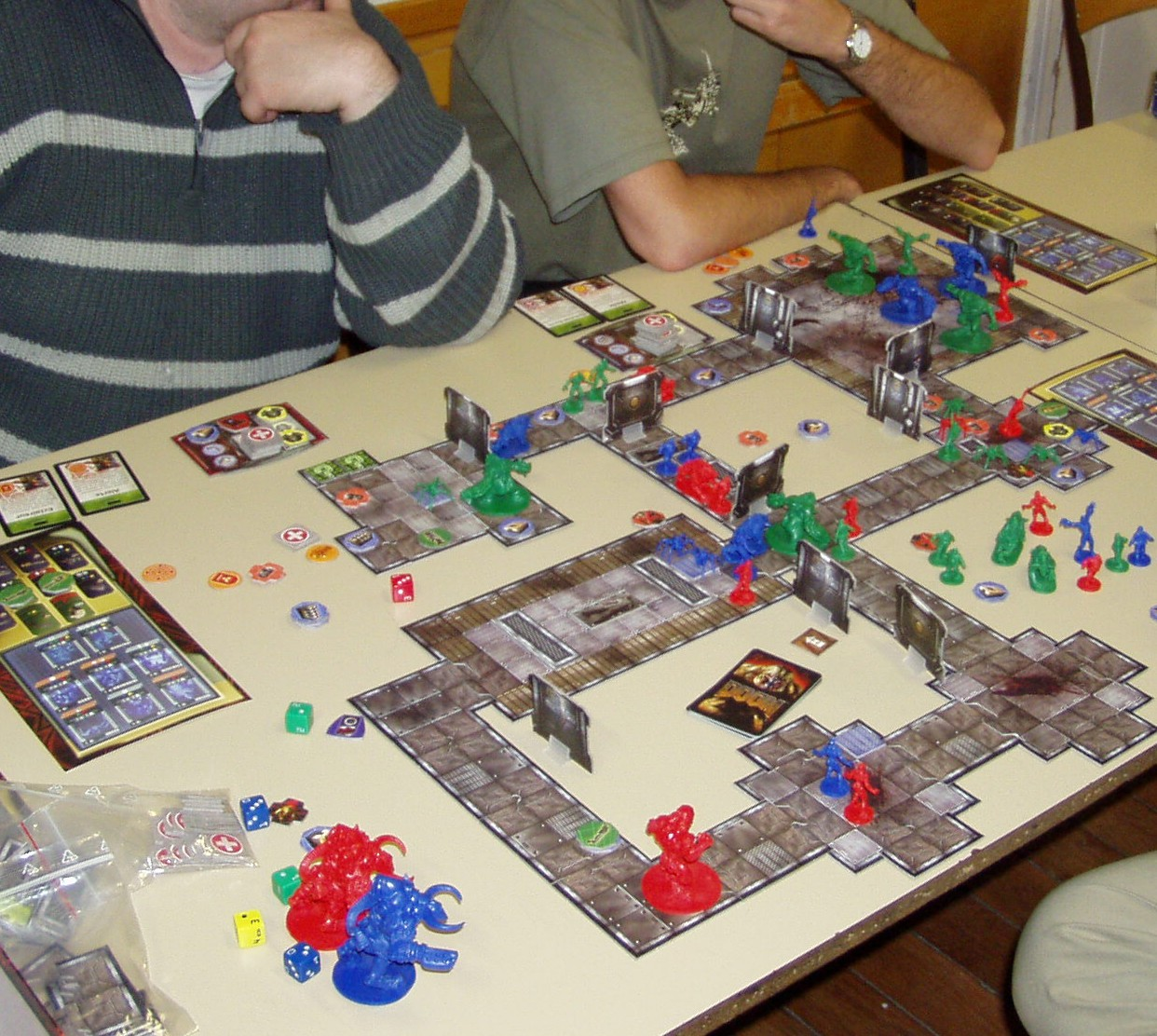
プレイ中の『Doom: The Boardgame』

2004年に、 ケビン・ウィルソンが設計したボードゲーム『Doom: The Boardgame』がFantasy Flight Gamesから発売された。シリーズ20周年記念として、Game-Art-HQコミュニティは、ゲームのキャラクターの20のイラストでアートの賛辞を作成した。

### 映画

#### Doom（2005）
2005年にユニバーサル・ピクチャーズは、最初の実写映画化作品『DOOM』（ドウェイン・ジョンソン主演）を公開した。 

#### DOOM/ドゥーム:アナイアレーション （2019）
2019年、ユニバーサルは、2作目となる実写映画『DOOM/ドゥーム:アナイアレーション』をビデオ映画としてリリースした。 

## 評価
| ゲーム名                     | GameRankings | Metacritic                  |
| ---------------------------- | --- | --------------------------- |
| Doom (1993)                  | (PC) 86.67% (PS1) 84.00% (iOS) 82.86% (X360) 80.16% (32X) 80.00% (GBA) 79.87% (JAG) 78.75% (SNES) 54.05% (SAT) 47.00% | (iOS) 84 (X360) 82 (GBA) 81 |
| Doom II: Hell on Earth       | (PC) 95.00% (X360) 77.36% (GBA) 76.64%                                                                                | (PC) 83 (X360) 77 (GBA) 77  |
| Final Doom                   | (PS1) 80.71% (MAC) 60.00% (PC) 56.00%                                                                                 | —                           |
| Doom 64                      | (N64) 73.47% | —                           |
| Doom 3                       | (Xbox) 87.63% (PC) 86.63%                                                                                             | (Xbox) 88 (PC) 87           |
| Doom 3: Resurrection of Evil | (PC) 79.52% (Xbox) 78.02%                                                                                             | (PC) 78 (Xbox) 77           |
| Doom RPG                     | (MOBI) 87.45% | —                           |
| Doom Resurrection            | (iOS) 86.43% | (iOS) 79                    |
| Doom II RPG                  | (MOBI) 80.00% (iOS) 79.00%                                                                                            | (iOS) 80                    |
| Doom 3: BFG Edition          | (PS3) 68.00% (X360) 66.63% (PC) 51.67%                                                                                | (PS3) 67 (X360) 67 (PC) 59  |
| Doom (2016)                  | (XONE) 89.04% (PS4) 85.82% (PC) 85.38%                                                                                | (XONE) 87 (PS4) 85 (PC) 85  |
| Doom Eternal                 | — | (XONE) 89 (PS4) 87 (PC) 90  |

1996年、Next Generationはシリーズを史上19番目に良いゲームと位置付け、「数百の模倣作品にもかかわらず、どれもidのオリジナルの脈打つクラシックに匹敵できたものはない」と記述した。 
このシリーズの名無しの主人公であるマリーンは、主に好意的に受け止められている。2009年、GameDailyはオリジナルのシリーズで上下を見ることができなかったため、「単純なことをしくじる10人のゲームヒーロー」のリストに「The Marine」を追加した。UGO Networksは、2012年のコンピューターゲームの最高の無口な主人公リストで4位に位置付け、地獄の軍隊と対峙した時でも沈黙を保ち続ける勇気に言及した。2013年、コンプレックス誌はドゥームガイを「オリジナルのコンピューターゲームのスペースマリーン」および「古典的な無口な主人公の1人」として、コンピューターゲームの最高の兵士のリストで16位に位置付けた。CraveOnlineとVGRCの両方が、彼をコンピューターゲーム史上5番目に「イカす」男性キャラクターに位置付けた。 

### 売上
オリジナルの『Doom』は、1993年の発売から1999年までの間に、パッケージで200〜300万本、シェアウェアで115万本を販売した。Doom IIは、同じ期間に米国ですべてのタイプの155万本を販売し 、ヨーロッパでも米国の約4分の1相当が販売され 、オリジナル2部作の合計で約500〜600万枚が販売された。Doom 3は、2004年の発売から2007年までの間に350万本を販売し、その時点でシリーズで最も成功したゲームになり、拡張パックのResurrection of Evilの販売も好調だった。Doom 64の売上は明らかにされていない。 

2016年のリブート作は2016年5月の発売から2017年7月までにPC版だけで200万本以上を販売した。 